# Vertrag von Saint-Clair-sur-Epte

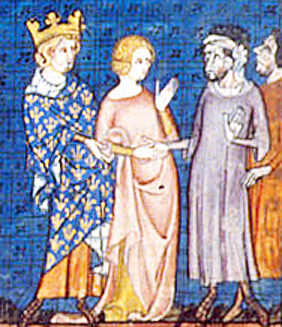
Karl III. gibt Rollo die Hand seiner Tochter Gisela

Der Vertrag von Saint-Clair-sur-Epte wurde am 11. Juli 911 zwischen dem westfränkischen König Karl III. und Rollo, dem Jarl der Normannen, geschlossen. Dieser Vertrag, der schriftlich nicht erhalten ist, ist die Geburtsakte der Normandie.
Karl III. trat in dieser Vereinbarung – angesichts einer bevorstehenden Landnahme der Normannen in Neustrien – das Gebiet zwischen der Epte und der Oise mit Ausnahme des Vexin français an Rollo ab. Dabei handelte es sich um die Grafschaften und Bistümer Rouen, Évreux und Lisieux, was heute der Haute-Normandie zuzüglich dem Pays d’Auge entspricht.
Rollo ließ sich taufen, heiratete Gisela, eine uneheliche Tochter Karls, leistete Karl den Treueid, für den er wiederum sein Land als Lehen empfing, und übernahm die Aufgabe, das Land gegen die Übergriffe weiterer Normannen zu verteidigen. 
Die geplante Zeremonie führte zu Komplikationen, weil Rollo sich weigerte, vor dem König hinzuknieen und ihm den Fuß zu küssen. Der Kompromiss war, dass einer von Rollos Vertrauten den Fuß des Königs so weit anhob, dass Rollo nicht hinknien musste. Dabei aber verlor der König das Gleichgewicht und stürzte zu Boden.